# .32 Smith & Wesson
 (mai 2016).
Si vous disposez d'ouvrages ou d'articles de référence ou si vous connaissez des sites web de qualité traitant du thème abordé ici, merci de compléter l'article en donnant les références utiles à sa vérifiabilité et en les liant à la section « Notes et références ».
Le .32 Smith & Wesson est un type de cartouche pour revolvers de police et de défense personnelle, fabriquée à l'origine par la compagnie Smith & Wesson. Sa commercialisation date de 1876 pour le S&W Baby Russian.
Le calibre .32 (7,84 mm) S&W correspond au calibre .32 européen pour la balle, mais pas pour la douille, qui est un peu plus épaisse. Les munitions appelées .32 S&W ne sont pas nécessairement un produit de la marque Smith & Wesson, mais bien un type de munition, qui oblige le fabricant à prévoir des chambres plus larges dans le barillet que celles du .32 européen.
Cette cartouche à la poudre noire, a par la suite aussi été fabriquée avec de la poudre pyroxylée (avec une charge trois fois moindre).
Ce précurseur du .32 S&W Long fut répandu jusque dans les années 1900 pour les armes de poche. Elle est toujours produite industriellement en 2008 (Autriche, Brésil, Italie et États-Unis).

## Appellation métrique et synonymes
Selon la CIP, elle s'appelle officiellement 8x15 mm R. Le 8 désignant le calibre et le 15 donnant la longueur de l'étui. Le R indique enfin la présence d'un bourrelet à la base dudit étui comme sur la totalité des munitions de revolvers. Selon les pays ou les sources, cette cartouche peut porter le nom de .32 S&W Short/Court pour éviter la confusion avec le .32 S&W Long.

## Dimensions
- Diamètre réel de la balle : 8,15 mm
- Longueur de l'étui : 15,3 mm

## Balistique indicative
- Matériau de la balle : plomb nu ou téfloné.
- Forme de la balle : cylindro-ogivale
- Masse de la balle : 5,5 ou 5,7 g
- Vitesse initiale : 207–215 m/s
- Énergie initiale : 118-132 joules

## Armes Smith & Wesson en calibre .32
- M1899 (1877)
- Smith & Wesson Safety Hammerless (1888)
- Smith & Wesson modèle no 10, (1899)
- Smith & Wesson modèle no 60, Ladysmith (1899)
- Smith & Wesson 642 LS Ladysmith